# Cervières (Hautes-Alpes)
Cervières település Franciaországban, Hautes-Alpes megyében. Lakosainak száma 189 fő (2022. január 1.). Cervières Aiguilles, Arvieux, Briançon, Château-Ville-Vieille, Montgenèvre, Val-des-Prés, Villar-Saint-Pancrace, Cesana Torinese és Abriès-Ristolas községekkel határos.

## Népesség
A település népességének változása:
| Lakosok száma | 111  | 105  | 120  | 131  | 179  | 183  | 188  | 199  | 195  | 189  |
|               | 1968 | 1982 | 1990 | 2006 | 2013 | 2015 | 2017 | 2019 | 2020 | 2022 |